# Shijimiaeoides heijonis
Shijimiaeoides heijonis är en fjärilsart som beskrevs av Matsumura 1929. Shijimiaeoides heijonis ingår i släktet Shijimiaeoides och familjen juvelvingar. Inga underarter finns listade i Catalogue of Life.